# Бразильський крузейро реал
Крузейро реал({\displaystyle \mathrm {CRS} \!\!\!\Vert }, порт. cruzeiros reais) була короткотривалою валютою Бразилії з 1 серпня 1993 року по 30 червня 1994 року. Вона ділилася на 100 сентаво, однак ця одиниця використовувалася лише для бухгалтерських цілей, а монети та банкноти крузейро номіналом від 10 до 500 крузейро використовувалися для того, щоб відповідати центам цієї монети, особливо коли проводилася повторна деномінація. Валюта мала код ISO 4217 BRR.
У другій половині 1993 року відбулася деномінація, яка мала на меті полегшити облік повсякденних операцій. Попередня валютна одиниця вимагала використання численних нулів, що ускладнювало запис значень у калькуляторах та машинах.
Крузейро реал був замінений на сучасний бразильський реал як частина Плано Реал.

## Історія
Крузейро реал замінив «третій» крузейро, при цьому 1000 крузейро дорівнювали 1 крузейро реалу. 
Крузейро реал було виведено з обігу і замінено реалом за обмінним курсом 1 реал за 2750 крузейро реалу.

## Монети
Стандартні монети з нержавіючої сталі були випущені в 1993 і 1994 роках номіналом 5, 10, 50 і 100 крузейро реалів. На реверсі монет були зображені культові тварини бразильської фауни.
Для крузейро реал не було випущено жодної пам'ятної монети.
| Реверс | Аверс | Значення | Опис                             |
| ------ | ----- | -------- | -------------------------------- |
|        |       | CR$5     | Зображено папуг                  |
|        |       | CR$10    | Зображено гігантського мурахоїда |
|        |       | CR$50    | Зображено ягуарів                |
|        |       | CR$100   | Зображено гривастого вовка       |

Папуги та ягуар знову з'явилися на купюрах номіналом 10 та 50 реалів відповідно після їхнього запровадження у 1994 році, а гривастий вовк був зображений на купюрі номіналом 200 реалів з моменту її запровадження наприкінці 2020 року. 

## Банкноти
У 1993 році було запроваджено тимчасові банкноти у вигляді банкнот крузейро, з наддруком нової валюти. Вони були номіналом 50, 100 та 500 крузейро реалів.  
Потім з'явилися регулярні банкноти номіналом 1000, 5000 і 50 000 крузейро реалів. Банкнота номіналом 10 000 крузейро реалів була розроблена і запланована до випуску в обіг у перші місяці 1994 року, але інфляція і наближення нового економічного плану відклали її випуск, і було випущено лише банкноту номіналом 50 000 крузейро реал. 
Банкнота номіналом 50 000 крузейро реал була в обігу найкоротше: вона була випущена 30 березня 1994 року, а 15 вересня того ж року вона перестала бути законним платіжним засобом. 